# Leslie Allen
Leslie „Bugs” Allens (ur. 5 lutego 1904 roku w Odell, zm. 1 maja 1977 roku w Chicago) – amerykański kierowca wyścigowy.

## Kariera
W swojej karierze Allen startował głównie w Stanach Zjednoczonych w mistrzostwach AAA Championship Car oraz towarzyszącym mistrzostwom słynnym wyścigu Indianapolis 500, będącym w latach 1923-1930 jednym z wyścigów Grandes Épreuves. W 1930 roku z dorobkiem 25 punktów uplasował się na 24 pozycji w klasyfikacji generalnej. W wyścigu Indianapolis 500 dojechał do mety na dziewiątym miejscu.